# قدم روحاء مقوسة
قَدَمٌ رَوحاءُ مُقَوَّسَة (بالإنجليزية: Rocker bottom foot)‏ والمعروف أيضاً باسم الكاحل العمودي الخلقي (بالإنجليزية: congenital vertical talus)‏، هو شذوذ في القدم. يتميز بعقب بارز (عظم الكعب) وقعر محدب مستدير لباطن القدم. تعود تسميتها إلى أقدام الكرسي الهزاز.
يمكن أن تترافق مع متلازمة إدواردز (التثلث الصبغي 18)، ومتلازمة باتاو (التثلث الصبغي 13)، و متلازمة بانو الصبغي 9، والطفرة في الجين HOXD10. ويمكن أيضا أن ترتبط مع قدم شاركو.

## العلاج
يجب أن يعالج النوع الثاني بشكل تحفظي داعم؛ في حين أن النوعين (الأول والأول أ) يحتاجان إلى معالجة جراحية. تتضمن الجراحة أربع خطوات رئيسية:
- تطوير عقب القدم
- تغيير موضع العظم الزورقي
- تعديل جديد في الكاحل
- إجراءات الدعم المختلفة بما في ذلك عملية جرايس ونقل الأوتار المختلفة.